# Reprezentacja Kolumbii w piłce wodnej kobiet
Reprezentacja Kolumbii w piłce wodnej kobiet – zespół, biorący udział w imieniu Kolumbii w meczach i sportowych imprezach międzynarodowych w piłce wodnej, powoływany przez selekcjonera, w którym mogą występować wyłącznie zawodnicy posiadający kolumbijskie obywatelstwo. Za jej funkcjonowanie odpowiedzialny jest Kolumbijski Związek Pływacki (FECNA), który jest członkiem Międzynarodowej Federacji Pływackiej.